# Oi! The Album
Oi! The Album est une compilation de Oi! et street punk, sortie en 1980 par ( EMI), puis rééditée par Captain Oi! et Cleopatra Records sur CD à partir de 1997.

## Histoire
Il a été conçu et compilé par Garry Bushell, chroniqueur de Sounds, qui avait inventé l'expression "Oi!" pour désigner ce qu'il considérait comme une nouvelle variété de punk rock de la classe ouvrière avec des chœurs de «tribune» ou de foule. Parmi les groupes étiquetés Oi !, Bushell avait managé les Cockney Rejects et a continué à managé les Blood.
L'album est le premier d'une série, suivi de Strength Thru Oi! ( Oi 2, 1981), Carry On Oi! ( Oi 3!, 1981) et Oi! Oi! That's Yer Lot! ( Oi / 4, 1982). Aucune de ces suites n'a été rééditée en CD.

## Liste des pistes
Face A
1. 1. "Oi! Oi! Oi!" - Cockney Rejects
  2. "Rob a Bank (Wanna)" - Peter and the Test Tube Babies
  3. "Wonderful World" - 4 Skins
  4. "Have a Cigar" - The Postmen
  5. "Daily News" - The Exploited
  6. "Generation of Scars" - Terrible Twins
  7. "Guns for the Afghan Rebels" - Angelic Upstarts
  8. "Sunday Stripper" - Cock Sparrer

Face B
1. 1. "Last Night Another Soldier" - Angelic Upstarts
  2. "Chaos" - 4 Skins
  3. "Here We Go Again" - Cockney Rejects
  4. "Isubleeeene" - Max Splodge & Desert Island Joe
  5. "Beardsmen" - The Postmen
  6. "Where Have All The Bootboys Gone" - Slaughter & The Dogs
  7. "Bootboys" - Barney and The Rubbles
  8. "Intensive Care" - Peter and the Test Tube Babies
  9. "I Still Believe in Anarchy" - The Exploited